# Quirino (Ilocos Sur)
Quirino is een gemeente in de Filipijnse provincie Ilocos Sur op het eiland Luzon. Bij de laatste census in 2010 telde de gemeente bijna 9 duizend inwoners.

## Geografie

### Bestuurlijke indeling
Quirino is onderverdeeld in de volgende 9 barangays:
| - Banoen - Cayus - Lamag - Legleg - Malideg - Namitpit - Patiacan a - Suagayan - Tubtuba |

## Demografie
Quirino had bij de census van 2010 een inwoneraantal van 8.535 mensen. Dit waren 669 mensen (8,5%) meer dan bij de vorige census van 2007. Ten opzichte van de census van 2000 was het aantal inwoners gegroeid met 1.405 mensen (19,7%). De gemiddelde jaarlijkse groei in die periode kwam daarmee uit op 1,81%, hetgeen lager was dan het landelijk jaarlijks gemiddelde over deze periode (1,90%).

De bevolkingsdichtheid van Quirino was ten tijde van de laatste census, met 8.535 inwoners op 240,1 km², 35,5 mensen per km².